# Утакмице фудбалске репрезентације Мађарске 1945.
| Домаћин · 1945 | Гост · 1945 |

Фудбалска репрезентација Мађарске је током 1945. године одиграла три утакмице, све на свом терену и у све три је остварила победе. Тим се поново сусрео са Аустријом, после паузе од осам година, разлог томе је била Немачка анексија Аустрије која се догодила пре седам година. Карољ Лакат, Рудолф Иловски, Нандор Хидегкути и Ференц Пушкаш су дебитовали у репрезентацији.
Савезни селектор националног тима у овом периоду је био:
- Тибор Галовић

## Утакмице
| Мађарска                              | 2 : 0 (2 : 0) | Аустрија |
| ------------------------------------- | ------------- | -------- |
| Ференц Рудаш 18’ (пен) · Женгелер 32’ | Извештај      |          |

| Мађарска                                                  | 5 : 2 (4 : 2) | Аустрија                |
| --------------------------------------------------------- | ------------- | ----------------------- |
| Пушкаш 12’ · Суса 13’ 56’ · Женгелер 15’ · Ђула Винце 38’ | Извештај      | Коминек 22’ · Декер 44’ |

| Мађарска                                                                                    | 7 : 2 (5 : 2) | Румунија                               |
| ------------------------------------------------------------------------------------------- | ------------- | -------------------------------------- |
| Хидегкути 8’ 86’ · Пушкаш 15’ 66’ · Женгелер 25’ · Ференц Рудаш 32’ (пен) · Иштван Њерш 39’ | Извештај      | Ференц Фабиан 17’ · Јожеф Печовски 43’ |

## Играчи репрезентације
| - Ференц Рудаш - Ђула Женгелер - Ференц Суса - Ференц Пушкаш - Нандор Хидегкути - Иштван Њерш - Јожеф Печовски - Шандор Биро - Иштван Мајк Мајер |

## Белешка
1. ↑  Деби Иштвана Мајка Мајера за репрезентацију Мађарске